# Paraembolides montisbossi
Paraembolides montisbossi är en spindelart som först beskrevs av Raven 1978.  Paraembolides montisbossi ingår i släktet Paraembolides och familjen Hexathelidae.
Artens utbredningsområde är New South Wales. Inga underarter finns listade i Catalogue of Life.